# نسغ

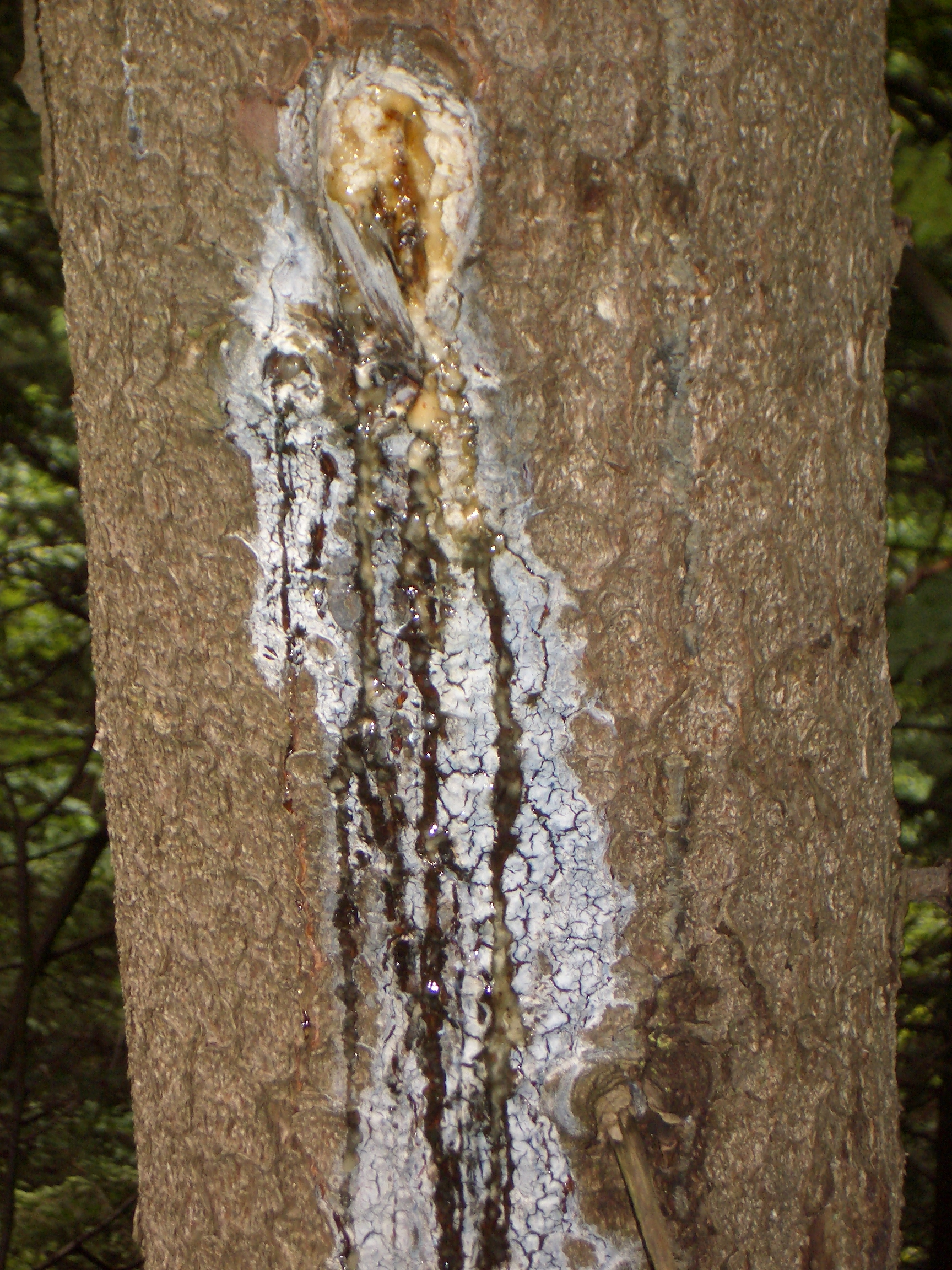
النُسْغ

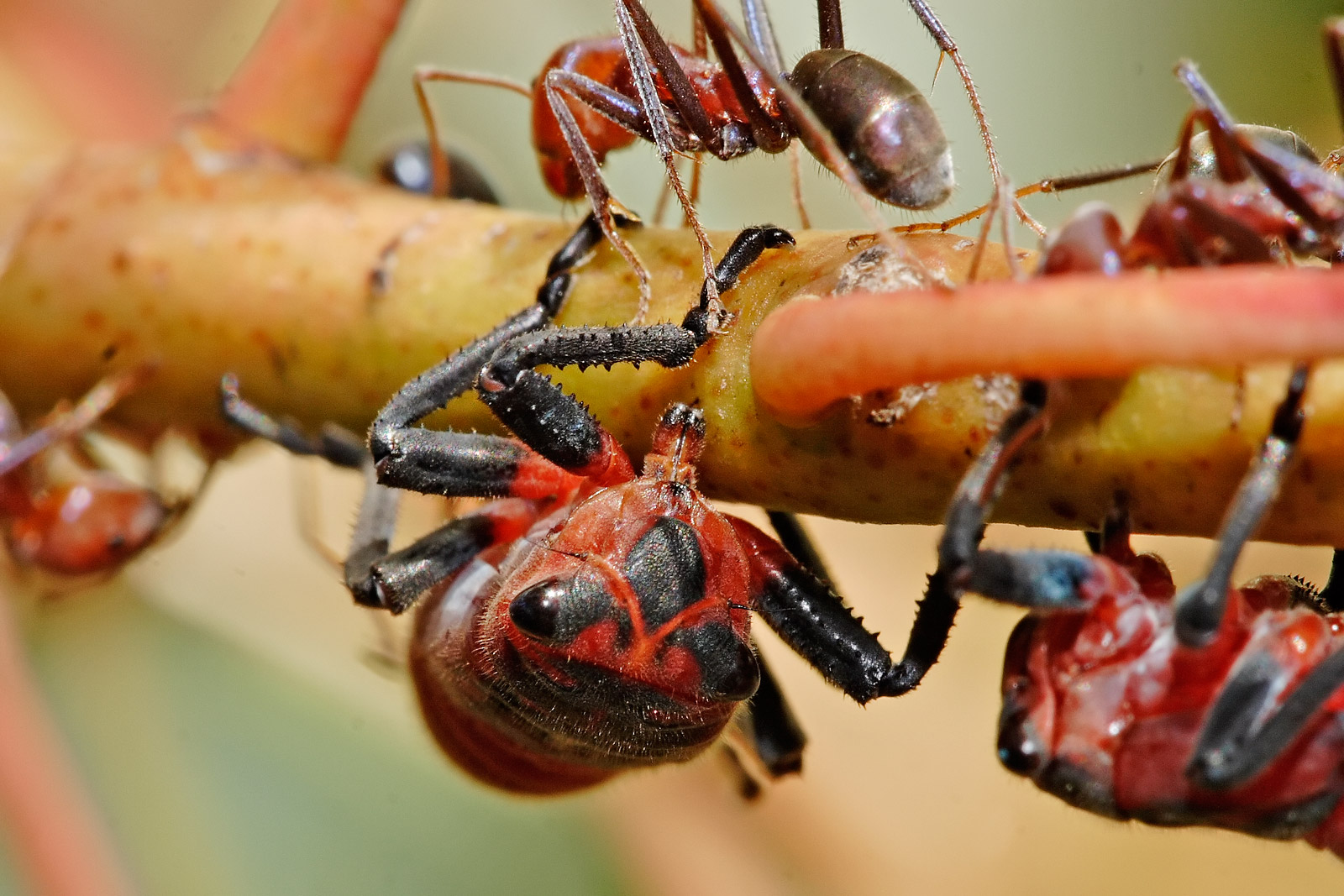
حشرات تتغذى على نسغ بعض النباتات

النُّسْغ (ملاحظة 1) هو السائل الذي ينتقل عبر خلايا النسيج الوعائي الخشبي أو خلايا اللحاء في النبات.
يتكون النسغ أساسًا من الماء والهرمونات والأملاح المعدنية ومواد غذائية أخرى. ينتقل النسغ في الخشب من الجذر إلى أوراق النبات. كان هنالك خلاف حول كيفية انتقال النسغ في الخشب خلال القرن العشرين، أما اليوم فيتفق أغلب العلماء على أن هذا الأمر يدعم نظرية التماسك والتلاصق. أما نسغ اللحاء فيتكون من الماء والسكر والهرمونات وبعض المواد المعدنية المذابة.

## الاستخدامات البشرية
شراب القيقب مصنوع من شراب سكر القيقب المخفوق.
في بعض البلدان (مثل ليتوانيا ولاتفيا واستونيا وفنلندا وبيلاروسيا وروسيا) يُحصد النسغ في أوائل الربيع من أشجار البتولا (لتشكيل ما يسمى «عصير البتولا») والذي يتاح للاستهلاك البشري. يمكن شرب هذا النسغ طازجًا أو مخمرًا.
يمكن استخدام بعض عصارات شجرة النخيل لصنع شراب النخيل.

## هوامش
- ملاحظة 1 المرادفات: الطَّلّ[2]